# Омонимичные домены
Омоними́чные домены — домены верхнего уровня, чаще всего национальные, по написанию или звучанию схожие с разными словами. Зачастую принадлежат небольшим малоизвестным государствам. Сайты в таких доменах регистрируют лишь из-за созвучия, а не исходя из их истинного расположения.
Нередки случаи, когда частная компания покупает право регистратора в национальном домене лишь из-за его оригинального звучания. Именно это произошло с доменом тихоокеанского государства Тувалу (.tv).
Иногда доменное имя используется не как слово, а как часть слова (например, del.icio.us, neku.ru, wua.la).

## Список омонимичных доменов
- .ag — национальный домен Антигуа и Барбуда. В Германии, Австрии и Швейцарии этот домен используется акционерными обществами.

- .ai — национальный домен Ангильи. Используется сайтами, связанными с искусственным интеллектом.[1]

- .am — национальный домен Армении. Совпадает с сокращёнными обозначениями амплитудной модуляции и времени «до полудня» (от лат. ante meridiem; см. 12-часовой формат времени).
- .as — национальный домен Американского Самоа. Домен популярен в тех странах, где A/S обозначает корпорацию.
- .bi — национальный домен Бурунди. Совпадает с сокращением «Business intelligence».
- .biz — общий домен для бизнес-структур. В турецком языке «biz» означает «мы» и может быть использован для акцентирования внимания в словосочетаниях типа «это.мы».
- .cd — национальный домен Демократической Республики Конго. Совпадает с сокращением для компакт-диска.
- .ch — национальный домен Швейцарии. Иногда используется для обозначения сайтов, содержащих в названии фамилии жителей южнославянских государств, заканчивающиеся на «ч» (Bregovi.ch, Markovi.ch). Также .ch нередко используется для названий сайтов, состоящих из английских слов (codesear.ch, swit.ch и т. д.)
- .dj — национальный домен Джибути. Совпадает с сокращением «диджей».
- .fm — национальный домен Федеративных Штатов Микронезии. Совпадает с сокращённым обозначением частотной модуляции. Пример: last.fm.
- .gg — национальный домен острова Гернси. Совпадает с сокращением от англ. good game («хорошая игра», «хорошо сыграли»), что широко используется в текстовом общении в многопользовательских видеоиграх, в частности в компьютерном спорте (см. Игровой этикет). Примеры: discord.gg (мессенджер для геймеров), epicenter.gg, wesa.gg.
- .ie — национальный домен Ирландии. Совпадает с сокращением названия браузера Internet Explorer. Пример: http://modern.ie/.
- .im — национальный домен Острова Мэн. Совпадает с сокращением от англ. instant messaging («мгновенные сообщения»).
- .in — национальный домен Индии. С английского языка переводится как предлог «в». Например: LinkedIn использует домены linked.in и lnkd.in.
- .io — национальный домен Британской Территории в Индийском Океане. Совпадает с сокращением от англ. input/output («ввод-вывод»).
- .is — национальный домен Исландии. Совпадает со словом is, формой третьего лица единственного числа английского глагола to be («быть»). Пример: who.is.
- .it — национальный домен Италии. Совпадает с сокращением IT («информационные технологии») и с английским местоимением it. Пример: ok.undo.it
- .la — национальный домен Лаоса. Использование домена популярно во французском, итальянском и португальском сегментах Интернета. «là» или «lá» на этих языках означает «там» и обыгрывается в названиях сайтов типа «найти.там». Также его часто используют в Лос-Анджелесе (англ. Los Angeles).
- .li — национальный домен Лихтенштейна. Совпадает с окончанием глаголов и имён существительных в русском языке. Примеры: zadolba.li, zastuka.li.
- .ma — национальный домен Марокко. Иногда используется венгерскими сайтами. «Ma» на венгерском означает «сегодня».
- .md — национальный домен Молдавии. Совпадает с сокращением названия аудионосителя MiniDisc, с сокращением от англ. must die («должен умереть»), с сокращением от лат. Medicinae Doctor («доктор медицинских наук») и с сокращением названия облегчённого языка разметки Markdown.
- .me — национальный домен Черногории. Совпадает с местоимением «меня», «мне» в английском и других европейских языках.
- .ms — национальный домен Малых Антильских островов. Совпадает с сокращением названия компании Microsoft. Примеры: https://aka.ms/, https://longhorn.ms/.
- .net — общий домен верхнего уровня. Созвучен с русским словом «нет». Примеры: gepatitu.net, stanku.net.
- .nu — национальный домен Ниуэ. Созвучен со словом «ню» (от фр. nu) и со словами, означающими «сейчас» в шведском (nu), норвежском (nå) и нидерландском (nu) языках.
- .pm — национальный домен Сен-Пьера и Микелона. Совпадает с сокращённым обозначением времени «после полудня» (от лат. post meridiem; см. 12-часовой формат времени).
- .tm — национальный домен Туркменистана. Совпадает с обозначением «™» («товарный знак»).
- .tv — национальный домен Тувалу. Совпадает с сокращением слова television («телевидение»).
- .ws — национальный домен Самоа. Совпадает с сокращением web site («веб-сайт»).
- .yt ― национальный домен Майотты. Совпадает с сокращением «YouTube».